# Место гибели Александра Матросова
Место гибели Александра Матросова — памятник истории федерального значения в Локнянском районе Псковской области, объект культурного наследия России. Расположен на месте бывшей деревни Чернушки.

## История
В ходе Великой Отечественной войны 27 февраля 1943 года 2-й батальон 91-й отдельной Сибирской добровольческой бригады атаковал вражеский опорный пункт в деревне Чернушки. Во время боя Александр Матвеевич Матросов совершил подвиг, закрыв своим телом амбразуру дзота, за что посмертно Указом Президиума Верховного Совета СССР от 19 июня 1943 года удостоен звания Героя Советского Союза. 
В 1948 году могила Александра Матросова была перенесена из-под бывшей деревни Чернушки, уничтоженной в ходе войны, на левый берег реки Ловати в городе Великие Луки. 
Место гибели Александра Матросова в 42 километрах к северу от города Великие Луки и в 22 километрах к юго-востоку от посёлка Локня превращено в мемориальный комплекс. Первоначально мемориал состоял из дзота и обелиска — прямоугольного параллелепипеда, вверху переходящего в усечённую пирамиду с шаром, с приложенной мемориальной доской с надписью «Здесь погиб Герой Советского Союза А. Матросов». Мемориал был внесён в перечень памятников культуры, утверждённый постановлением Совета Министров РСФСР от 30 августа 1960 года № 1327.
В 1959 году, при проведении работ по ремонту и благоустройству памятника, сотрудником псковского обкома комсомола Р. П. Корнеевым было выдвинуто предложение о сооружении нового бетонного мемориального комплекса. В архитектурном конкурсе, проведённом годы спустя, в 1978 году победил проект реконструкции и благоустройства памятника, в течение двух лет разработанный преподавателем кафедры архитектуры Белорусского политехнического института Всеволодом Антоновичем Лагуновским. Для строительства был образован специальный фонд, в который поступали народные средства, в том числе заработанные на комсомольско-молодёжных субботниках. Архитектор возглавил стройотряд из двадцати трёх студентов белорусских и псковских вузов, добровольно и безвозмездно в течение семидесяти девяти дней 1978 года воплотивших проект в жизнь при помощи материалов и техники, предоставленных местными предприятиями и организациями.
Единая композиция нового мемориального комплекса включает арку с шестью бронзовыми касками и шестью штыками, установленными в окнах-амбразурах; мемориальную стену с датой подвига; обелиск с объёмной композицией у подножия в виде огневой точки, с бронзовым изображением головы А. Матросова; гранитную плиту, символизирующую комсомольский билет. К ним ведёт дорожка из плит, с расположенными по обеим сторонам девятнадцатью кубами со звёздами (по числу прожитых Матросовым лет). Дзот рядом с обелиском был восстановлен таким, каким он был во время боя за Чернушки.

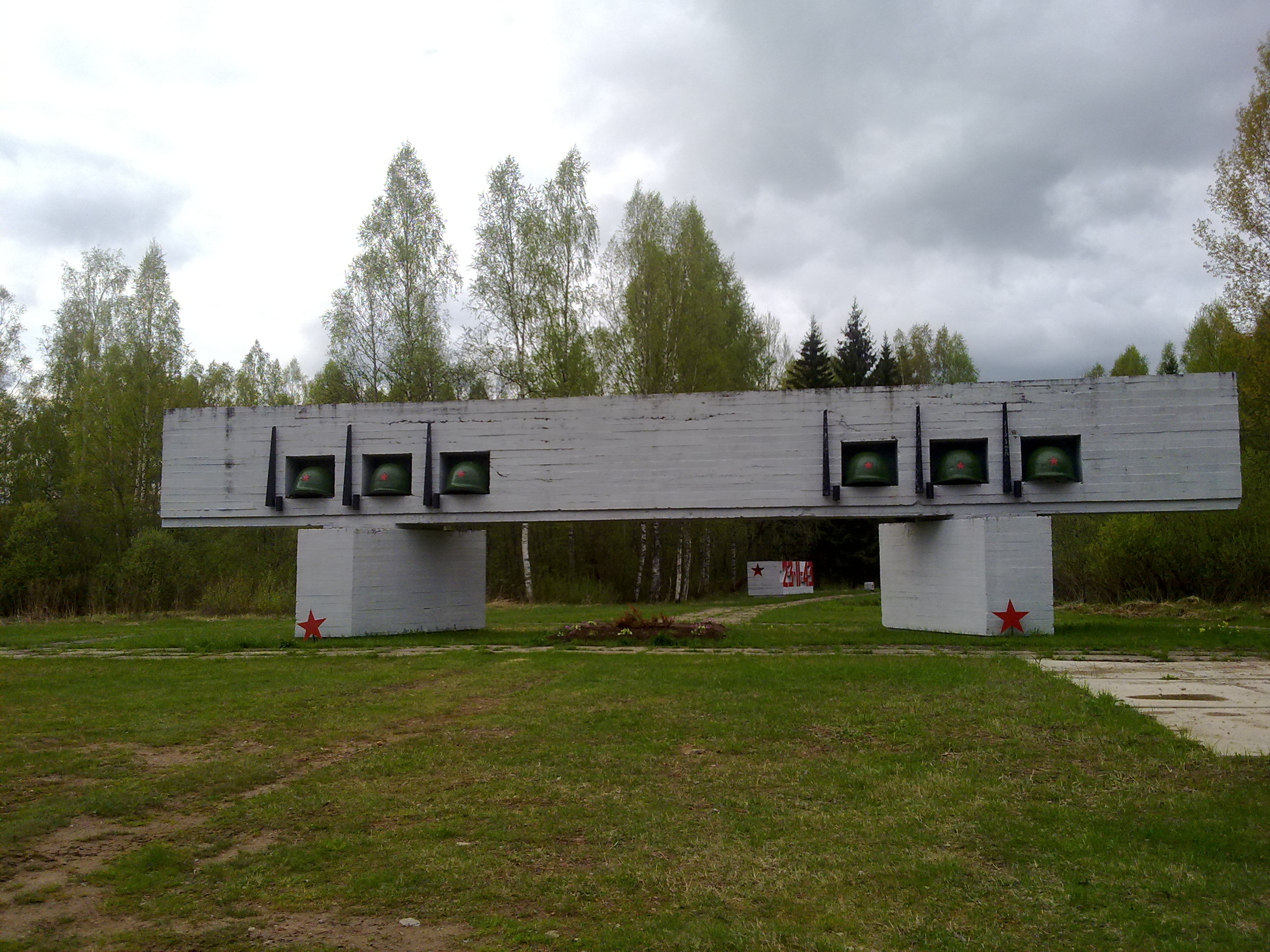
Арка
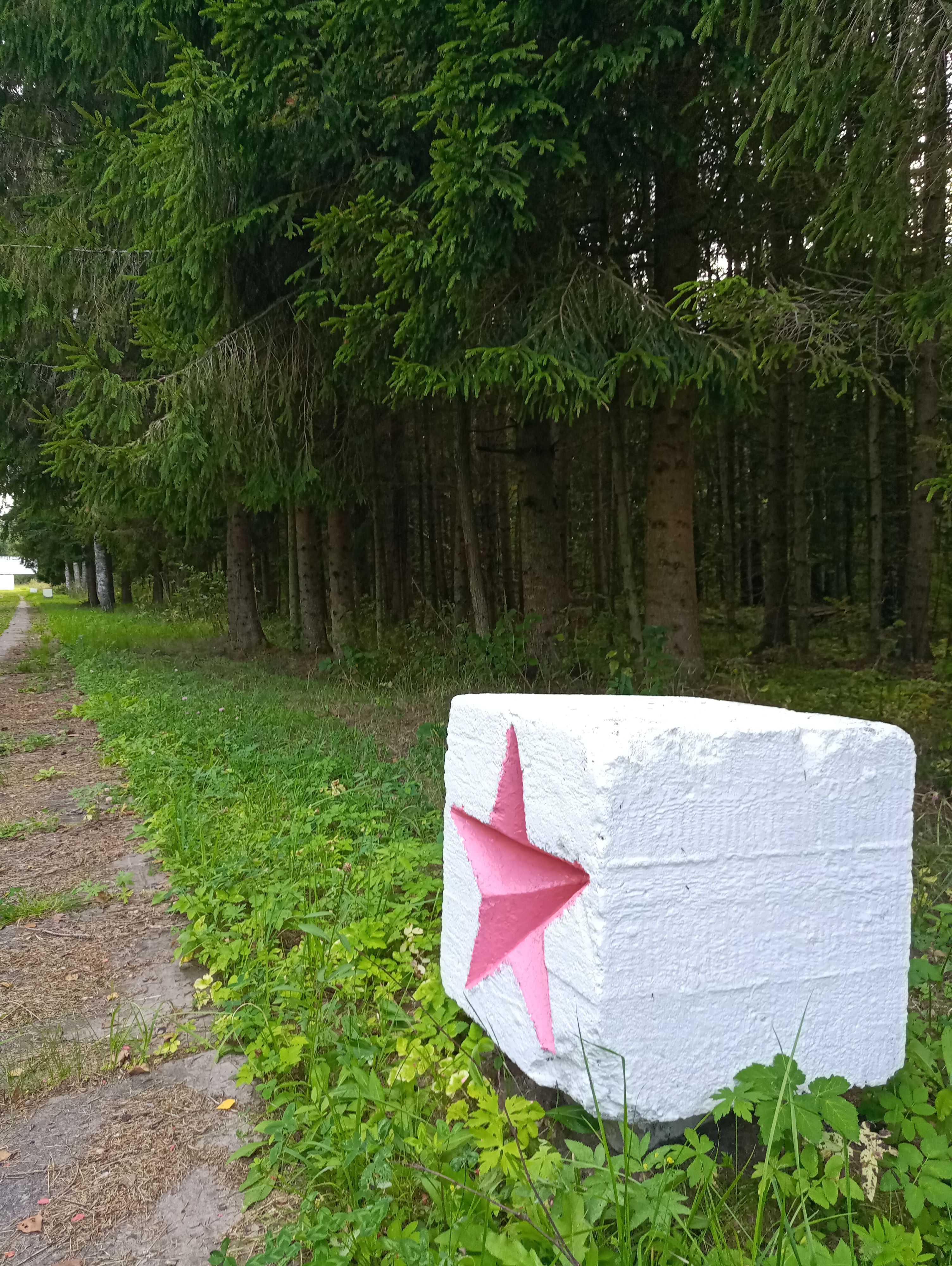
Один из кубов, символизирующих годы жизни
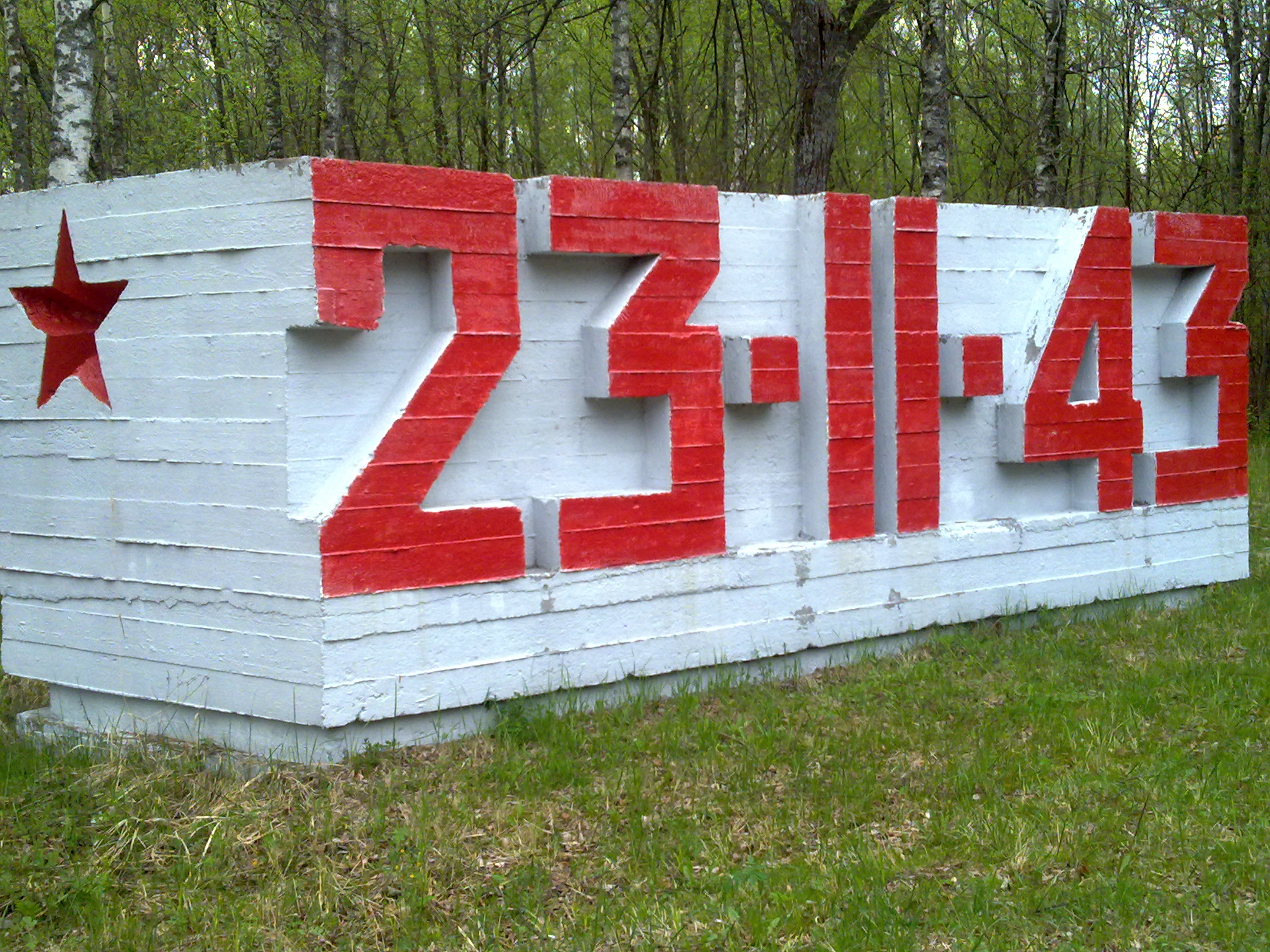
Стена с датой подвига
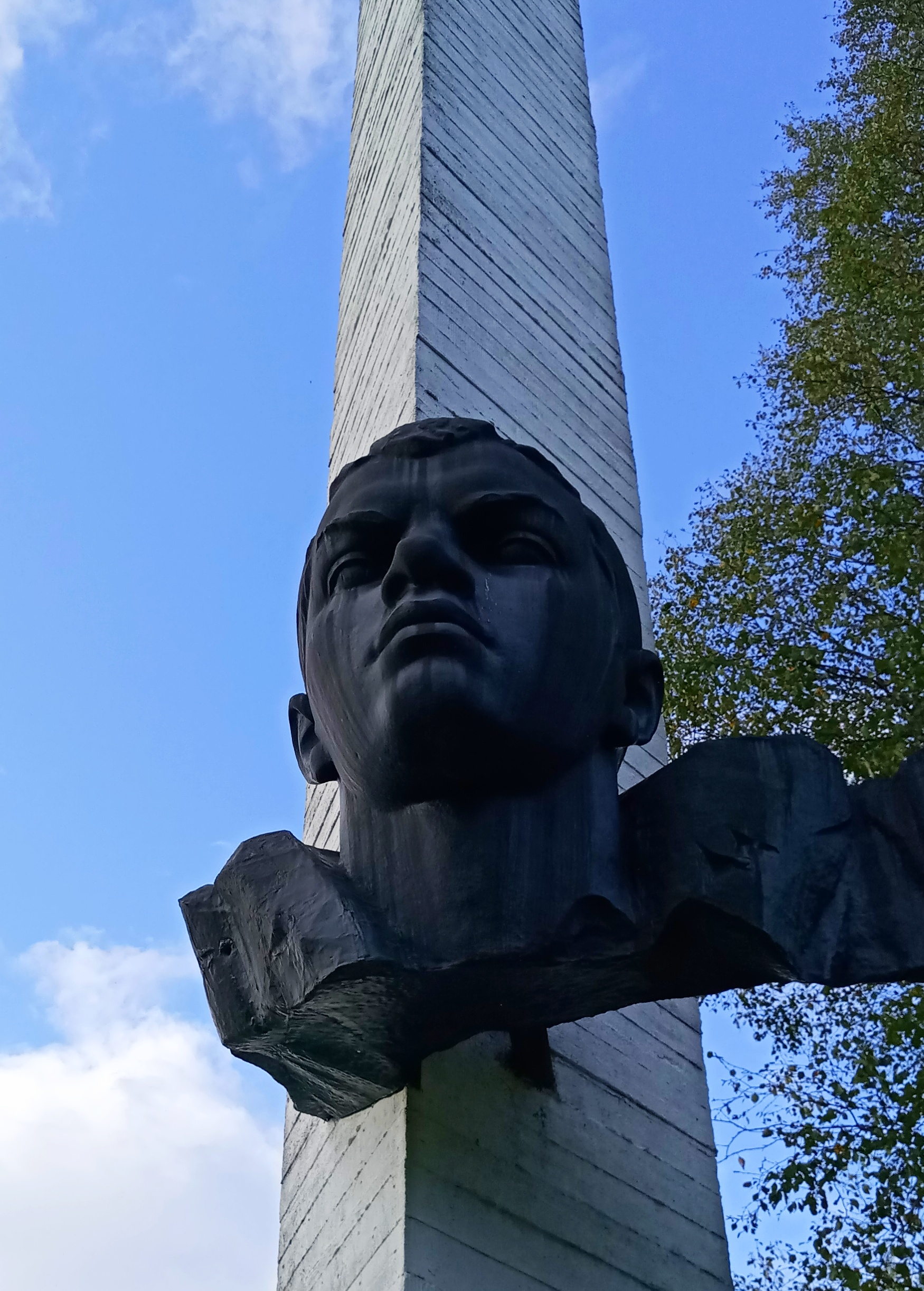
Изображение А. Матросова на обелиске
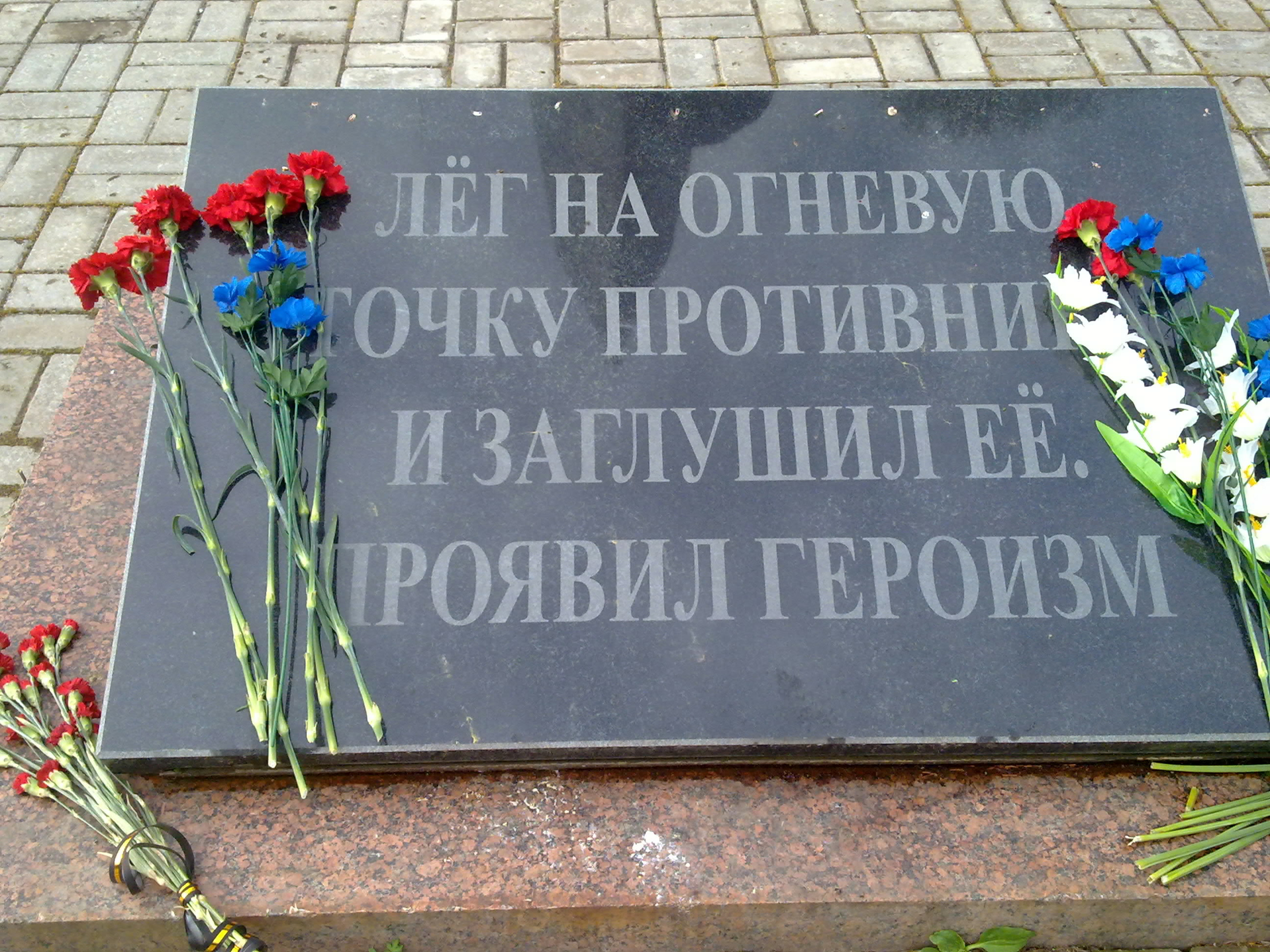
Мемориальная плита